# گیج (بازیگر پورنوگرافی)

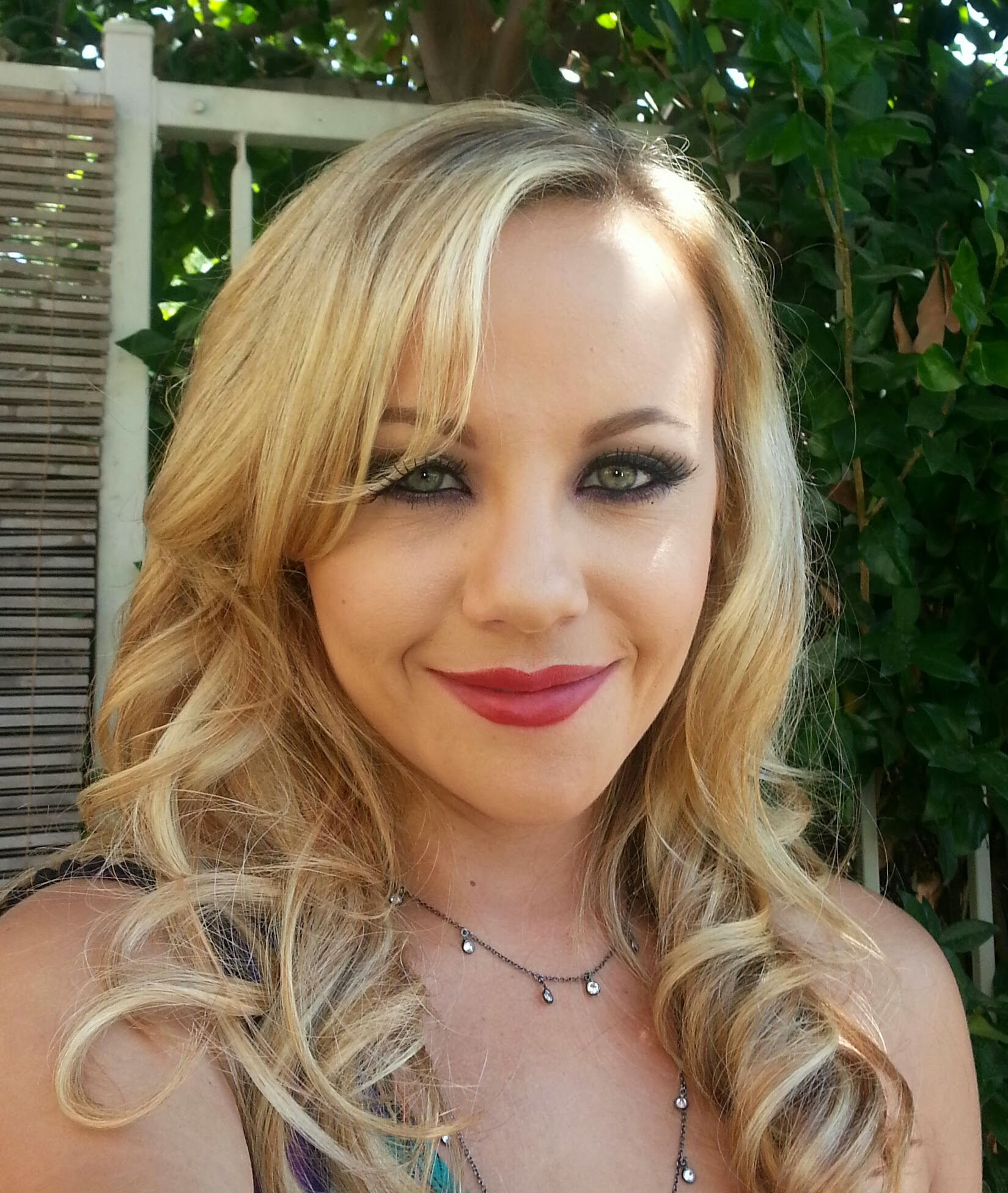
گیج در پشت صحنه برزرز سال ۲۰۱۳

گیج (زادهٔ ۲۴ ژوئیه ۱۹۸۰، در هات اسپرینگز (آرکانزاس)، ایالات متحده) پورن استار آمریکایی و استریپر سابق است.

## زندگی‌نامه
گاژ در ۱۹ سالگی وارد صنعت فیلم پورنو شد. اما وقتی در آغاز شروع بکار در این صنعت کرد، بخاطر ظاهر جوان و جثهٔ کوچکش، شایعه شد که او زیر سن قانونی است.
گاژ در انتخابات ۲۰۰۸ ریاست‌جمهوری در آمریکا از زمره حامیان جان مک‌کین، نامزد جمهوری‌خواهان، بود.

## جزئیات
- او یک خالکوبی بر پشتش دارد (یک خورشید بزرگ با یک M که حرف اول نام دوست‌پسر پیشینش موجو است)، یک خالکوبی بالای پای راستش (هلال ماه) و یک خالکوبی دیگر بر پشت گردنش دارد.
- در زندگی شخصیش دوجنس‌گرا است.
- وی زمانی مجری یک برنامه رادیوی در یکی از رادیوهای محلی شهر لوس آنجلس بود.
- او را نباید با یک ستارهٔ پورنوی زن دیگر به نام سامانتا گاژ، یا یک ستارهٔ پورنوی مرد با همین نام اشتباه گرفت.